# سیارک ۴۲۰۸
سیارک ۴۲۰۸ (به انگلیسی: 4208 Kiselev، نامگذاری:1986RQ2) چهار هزار و دویست و هشتمین سیارک کشف شده‌است که در ۶ سپتامبر ۱۹۸۶ کشف شد.
قدر مطلق سیارک برابر ۱۱٫۶۰ است.